# عبدالرضا زکایی
عبدالرضا زکایی (زاده ۱۳۱۹) از معماران معاصر اهل ایران است. وی در سال ۱۳۴۸ از دانشگاه ملی ایران در رشته معماری فارغ‌التحصیل گردید. او از زمان فارغ‌التحصیلی تا سال ۱۳۵۷ در دفتر مشاور سردار افخمی و همکاران به عنوان طراح و مدیر پروژه مشغول به کار بود. از پروژه‌هایی که او در آن نقش داشت می‌توان به دانشگاه صنعتی اصفهان و ساختمان جدید مجلس شورای ملی در سال ۱۳۵۵ اشاره نمود. وی از سال ۱۳۵۸ تا کنون به عنوان مؤسس و مدیر عامل مهندسین مشاور پل میر بوده و کارهای با ارزشی را طراحی و اجرا نموده‌است. از کارهای وی می‌توان به مراکز تحقیقات سازمان انتقال خون ایران در سال ۱۳۷۴، ساختمان مجلس شورای اسلامی ایران در سال ۱۳۷۶و باغ کتاب تهران در سال ۱۳۸۴ اشاره نمود.
از طرح‌های فضای سبز و منظر شهری وی نیز می‌توان به بوستان خواجوی کرمانی در سال ۱۳۶۹، بوستان باروت کوبی ۱۳۷۴ و کتابخانه دولت‌آباد در سال ۱۳۷۵ اشاره کرد. وی درمسابقات متعدد معماری شرکت و در برخی حائز رتبه اول ودوم گردیده و موفق به دریافت تقدیر نامه‌های متعدد به دلیل خلق و اجرای پروژه‌های بزرگ و ملی شده‌است. از پروژه‌های ملی شناخته‌شده می‌توان به بیمارستان ۱۰۰۰ تختخوابی ضایعات نخاعی تهران ۱۳۶۲، بیمارستان شهید بقایی اهواز (مقاوم در برابر حملات هوایی) در سال ۱۳۶۵، مرکز پالایش خون ایران در سال ۱۳۷۴ و ساختمان جدید مجلس شورای اسلامی ایران در سال ۱۳۷۶ اشاره نمود.